# Petrejoides guatemalae
Petrejoides guatemalae là một loài bọ cánh cứng trong họ Passalidae. Loài này được Reyes-Castillo & Schuster miêu tả khoa học năm 1983.